# Emmy Flemmich
Emmy Flemmich, auch Emma Flemmich, (* 3. August 1889 in Wien; † 24. Juni 1969 ebenda) war eine österreichische Film- und Theaterschauspielerin.
Emmy Flemmich kam 1916 zum Film und wirkte dann bei einigen Stummfilmen mit. 1919 wurde Flemmich an das Wiener Volkstheater engagiert. Flemmich trat im September 1925 beim Wiener Kabarett „Die Hölle“ in der Bilderfolge Die große Trommel von Oskar Friedmann und Felix Fischer auf; außerdem wirkte sie anschließend in dem Einakter Abgebaut von Oskar Friedmann mit. Im Dezember 1925 spielte sie dort in dem Einakter Das Dreieck von Fritz Schick.
Zu ihren Tonfilmen zählen Dreizehn Stühle (1938) und Frech und verliebt (1944/48). Sie kam bis 1950 auf insgesamt 18 Produktionen.

## Filmografie (Auswahl)
- 1916: Streichhölzer, kauft Streichhölzer!
- 1916: Das Licht im Dunkeln
- 1916: Komtesse Hella
- 1917: Die Liebe der Hetty Raymond
- 1917: Die leere Wasserflasche
- 1919: Die Jüdin von Toledo
- 1923: Ost und West
- 1927: Primanerliebe
- 1927: Höhere Töchter
- 1929: Der Dieb im Schlafcoupé
- 1929: Eros in Ketten
- 1929: General Babka
- 1938: Dreizehn Stühle
- 1944/48: Frech und verliebt
- 1950: Gruß und Kuß aus der Wachau